# Syriens damlandslag i fotboll
Syriens damlandslag i fotboll representerar Syrien i fotboll på damsidan. Dess förbund är Syrian Football Association (Syriens fotbollsförbund).